# حسینیه تایباد
حسینیه تایباد مربوط به دوره پهلوی است و در شهرستان تایباد، خیابان شهید رجایی، کوچه حسینیه آقا، پلاک ۲۴ واقع شده و این اثر در تاریخ ۲۲ مرداد ۱۳۸۴ با شمارهٔ ثبت ۱۳۱۳۳ به‌عنوان یکی از آثار ملی ایران به ثبت رسیده است.